# دارين كيت
دارين كيت (بالإنجليزية: Darren Keet)‏ (مواليد 5 أغسطس 1989) هو لاعب كرة قدم جنوب أفريقي يلعب حاليًا لصالح نادي كورتريك الجنوب أفريقي.

## المسيرة الدولية
في 10 سبتمبر 2013، لعب كيت مباراته الدولية الأولى مع منتخب جنوب أفريقيا في مباراة ودية أمام منتخب زمبابواي انتهت بخسارة جنوب أفريقيا بنتيجة 2-1، شارك فيها كأساسي ولعب المباراة كاملة.

## روابط خارجية
- دارين كيت على موقع قاعدة بيانات كرة القدم.إي يو (الإنجليزية)
- دارين كيت على موقع ناشيونال فوتبول تيمز (الإنجليزية)
- دارين كيت على موقع Soccerway.com (الإنجليزية)